# Bartosz Mrozek
Bartosz Mrozek (ur. 23 lutego 2000 w Katowicach) – polski piłkarz, występujący na pozycji bramkarza w polskim klubie Lech Poznań.

## Kariera klubowa
Wychowanek Polonii Łaziska Górne, w juniorskim futbolu grał również w Rozwoju Katowice, Stadionie Śląskim i drużynie GKS Tychy. Od sezonu 2014/15 związany z Lechem Poznań, gdzie występował w zespole do lat 19 i ekipie rezerw. Jego talent dostrzegli skauci Manchesteru United, którzy zaprosili reprezentanta Polski juniorów na początku 2017 roku na testy. Umowę Mrozkowi zaproponowali później działacze Crystal Palace, jednak bramkarz postanowił pozostać przy Bułgarskiej. W sezonie 2021/22 występował głównie w drugoligowych rezerwach Niebiesko-Białych, w których zagrał 21 meczów i zaliczył pięć czystych kont. Ponadto młody bramkarz otrzymał od trenera Macieja Skorży dwukrotnie szansę gry w Fortuna Pucharze Polski w pierwszej drużynie - bronił dostępu do bramki Lecha w wygranych spotkaniach z Unią Skierniewice (2:0) oraz Garbarnią Kraków (4:0). Pod koniec sezonu 2021/22, wskutek kontuzji bramkarzy, został na zasadzie transferu medycznego wypożyczony do Stali Mielec. Po sezonie powrócił na moment do Poznania, by podpisać nową umowę. Została ona przedłużona do 30 czerwca 2024, a następnie został ponownie wypożyczony do Stali. Sezon 2023/24 rozpoczął w Kolejorzu jako zmiennik Filipa Bednarka, ale wkrótce zaczął grać w pierwszym składzie. W listopadzie 2023 poinformowano, że przedłużył z Lechem umowę do 30 czerwca 2026, zaś rok później, w listopadzie 2024 przedłużył kontrakt  do 30 czerwca 2028. W sezonie 2024/25 zdobył z Lechem mistrzostwo Polski.

## Kariera reprezentacyjna
Zaliczył łącznie 17 występów w młodzieżowych kadrach narodowych. 27 sierpnia 2024 selekcjoner Michał Probierz powołał go na wrześniowe zgrupowanie reprezentacji Polski w trakcie rozgrywek Ligi Narodów UEFA.

## Sukcesy

### Lech Poznań
- Mistrzostwo Polski: 2024/2025